# Coppa Italia Serie D 2002-2003
La Coppa Italia Serie D di calcio 2002-2003, quarta edizione della manifestazione, è iniziata il 24 agosto 2002 ed è terminata il 1º maggio 2003 con la vittoria del Sansovino.

## Regolamento
La formula dell'edizione 2002-2003 della Coppa Italia Serie D è rimasta invariata rispetto alla precedente. Vi partecipano 162 squadre di Serie D.

Nella prima fase le 162 squadre di Serie D vengono raggruppate sia in gare di andata e ritorno che in triangolari. In seguito Trentaduesimi, Sedicesimi, Ottavi, Quarti, Semifinali e Finale con gare di andata e ritorno.

Durante la fase ad eliminazione diretta, nel caso di parita al termine dei due incontri, non verranno disputati i tempi supplementari ma si tireranno direttamente i calci di rigore.

### Primo turno
| Squadra 1                                | Totale | Squadra 2        | Andata | Ritorno        |
| ---------------------------------------- | ------ | ---------------- | ------ | -------------- |
| andata (25.08.2002) ritorno (01.09.2002) |        |                  |        |                |
| Pinerolo                                 | 1 - 4  | Cuneo            | 0 - 0  | 1 - 4          |
| Borgomanero                              | 5 - 4  | Verbania         | 3 - 2  | 2 - 2          |
| Trino                                    | 1 - 2  | Casale           | 1 - 1  | 0 - 1          |
| Caratese                                 | 4 - 8  | Pro Lissone      | 2 - 4  | 2 - 4          |
| Palazzolo                                | 2 - 5  | Bergamasca       | 2 - 2  | 0 - 3          |
| Rodengo Saiano                           | 2 - 4  | USO Calcio       | 2 - 0  | 0 - 4          |
| Sant'Angelo                              | 2 - 3  | Sancolombano     | 2 - 3  | 0 - 0          |
| Mezzocorona                              | 0 - 4  | Bassano          | 0 - 1  | 0 - 3          |
| Portogruaro                              | 0 - 4  | Sanvitese        | 0 - 3  | 0 - 1          |
| Fiorenzuola                              | 4 - 3  | Crociati Parma   | 0 - 2  | 4 - 1          |
| Poggese                                  | 2 - 2  | Boca San Lazzaro | 1 - 0  | 1 - 2          |
| Mezzolara                                | 3 - 3  | Carpi            | 0 - 3  | 3 - 0(5-3 dcr) |
| Valleverde Riccione                      | 2 - 3  | Real Montecchio  | 1 - 2  | 1 - 1          |
| Sanremese                                | 1 - 2  | Imperia          | 0 - 1  | 1 - 1          |
| Vado                                     | 2 - 0  | Lavagnese        | 0 - 0  | 2 - 0          |
| Cascina                                  | 4 - 3  | Venturina        | 3 - 3  | 1 - 0          |
| Sangimignano                             | 2 - 3  | Sansovino        | 1 - 2  | 1 - 1          |
| Cagliese                                 | 4 - 3  | Vigor Senigallia | 3 - 2  | 1 - 1          |
| Monturanese                              | 2 - 0  | Maceratese       | 1 - 0  | 1 - 0          |
| Morro d'Oro                              | 1 - 0  | Rosetana         | 0 - 0  | 1 - 0          |
| Battipagliese                            | 1 - 5  | ASC Potenza      | 1 - 3  | 0 - 2          |
| FC Potenza                               | 3 - 3  | Melfi            | 1 - 1  | 2 - 2          |
| Fortis Trani                             | 3 - 3  | Manfredonia      | 2 - 2  | 1 - 1          |
| Grottaglie                               | 3 - 3  | Rutigliano       | 2 - 2  | 1 - 1          |
| Nardò                                    | 6 - 3  | Casarano         | 3 - 2  | 3 - 1          |
| Noicattaro                               | 1 - 4  | Matera           | 1 - 2  | 0 - 2          |
| Ostuni                                   | 1 - 3  | Manduria         | 1 - 1  | 0 - 2          |
| Orlandina                                | 6 - 2  | Milazzo          | 3 - 0  | 3 - 2          |
| Vittoria                                 | 4 - 1  | Belpasso         | 3 - 0  | 1 - 1          |
| Lentini                                  | 1 - 2  | Siracusa         | 0 - 0  | 1 - 2          |

#### Gruppo 1
| Squadra          | P.ti | G | V | N | P | GF | GS | DR |
| ---------------- | ---- | - | - | - | - | -- | -- | -- |
| 1. Ivrea         | 4    | 2 | 1 | 1 | 0 | 5  | 2  | +3 |
| 2. Canavese      | 3    | 2 | 1 | 0 | 1 | 2  | 4  | -2 |
| 3. Valle d'Aosta | 1    | 2 | 0 | 1 | 1 | 1  | 2  | -1 |

| 25 agosto 2002 | Canavese | 1 – 0 | Valle d'Aosta |  |

| 1º settembre 2002 | Valle d'Aosta | 1 – 1 | Ivrea |  |

| 25 settembre 2002 | Ivrea | 4 – 1 | Canavese |  |

#### Gruppo 2
| Squadra          | P.ti | G | V | N | P | GF | GS | DR |
| ---------------- | ---- | - | - | - | - | -- | -- | -- |
| 1. Cossatese     | 4    | 2 | 1 | 1 | 0 | 3  | 2  | +1 |
| 2. Castellettese | 3    | 2 | 1 | 0 | 1 | 6  | 3  | +3 |
| 3. Borgosesia    | 1    | 2 | 0 | 1 | 1 | 0  | 4  | -4 |

| 24 agosto 2002 | Borgosesia | 0 – 0 | Cossatese |  |

| 31 agosto 2002 | Castellettese | 4 – 0 | Borgosesia |  |

| 18 settembre 2002 | Cossatese | 3 – 2 | Castellettese |  |

#### Gruppo 3
| Squadra     | P.ti | G | V | N | P | GF | GS | DR |
| ----------- | ---- | - | - | - | - | -- | -- | -- |
| 1. Voghera  | 6    | 2 | 2 | 0 | 0 | 6  | 4  | +2 |
| 2. Robbio   | 3    | 2 | 1 | 0 | 1 | 4  | 4  | +0 |
| 3. Vigevano | 0    | 2 | 0 | 0 | 2 | 3  | 5  | -2 |

| 25 agosto 2002 | Voghera | 3 – 2 | Vigevano |  |

| 1º settembre 2002 | Vigevano | 1 – 2 | Robbio |  |

| 18 settembre 2002 | Robbio | 2 – 3 | Voghera |  |

#### Gruppo 4
| Squadra       | P.ti | G | V | N | P | GF | GS | DR |
| ------------- | ---- | - | - | - | - | -- | -- | -- |
| 1. Olginatese | 4    | 2 | 1 | 1 | 0 | 4  | 3  | +1 |
| 2. Canzese    | 2    | 2 | 0 | 2 | 0 | 5  | 5  | +0 |
| 3. Oggiono    | 1    | 2 | 0 | 1 | 1 | 4  | 5  | -1 |

| 25 agosto 2002 | Olginatese | 2 – 1 | Oggiono |  |

| 1º settembre 2002 | Oggiono | 3 – 3 | Canzese |  |

| 18 settembre 2002 | Canzese | 2 – 2 | Olginatese |  |

#### Gruppo 5
| Squadra                | P.ti | G | V | N | P | GF | GS | DR |
| ---------------------- | ---- | - | - | - | - | -- | -- | -- |
| 1. Seregno             | 6    | 2 | 2 | 0 | 0 | 3  | 1  | +2 |
| 2. Real Cesate Saronno | 3    | 2 | 1 | 0 | 1 | 1  | 1  | +0 |
| 3. Guanzatese          | 0    | 2 | 0 | 0 | 2 | 1  | 3  | -2 |

| 25 agosto 2002 | Seregno | 2 – 1 | Guanzatese |  |

| 1º settembre 2002 | Guanzatese | 0 – 1 | Real Cesate Saronno |  |

| 18 settembre 2002 | Real Cesate Saronno | 0 – 1 | Seregno |  |

#### Gruppo 6
| Squadra          | P.ti | G | V | N | P | GF | GS | DR |
| ---------------- | ---- | - | - | - | - | -- | -- | -- |
| 1. Pergocrema    | 4    | 2 | 1 | 1 | 0 | 4  | 2  | +2 |
| 2. Pizzighettone | 4    | 2 | 1 | 1 | 0 | 4  | 3  | +1 |
| 3. Fanfulla      | 0    | 2 | 0 | 0 | 2 | 1  | 4  | -3 |

| 25 agosto 2002 | Pizzighettone | 2 – 2 | Pergocrema |  |

| 1º settembre 2002 | Fanfulla | 1 – 2 | Pizzighettone |  |

| 18 settembre 2002 | Pergocrema | 2 – 0 | Fanfulla |  |

#### Gruppo 7
| Squadra                      | P.ti | G | V | N | P | GF | GS | DR |
| ---------------------------- | ---- | - | - | - | - | -- | -- | -- |
| 1. Pievigina                 | 4    | 2 | 1 | 1 | 0 | 3  | 2  | +1 |
| 2. Seppelfricke BellunoPonte | 3    | 2 | 1 | 0 | 1 | 2  | 2  | +0 |
| 3. Conegliano                | 1    | 2 | 0 | 1 | 1 | 1  | 2  | -1 |

| 25 agosto 2002 | Conegliano | 1 – 1 | Pievigina |  |

| 1º settembre 2002 | Seppelfricke BellunoPonte | 1 – 0 | Conegliano |  |

| 18 settembre 2002 | Pievigina | 2 – 1 | Seppelfricke BellunoPonte |  |

#### Gruppo 8
| Squadra        | P.ti | G | V | N | P | GF | GS | DR |
| -------------- | ---- | - | - | - | - | -- | -- | -- |
| 1. Santa Lucia | 6    | 2 | 2 | 0 | 0 | 5  | 1  | +4 |
| 2. Cordignano  | 3    | 2 | 1 | 0 | 1 | 2  | 3  | -1 |
| 3. Tamai       | 0    | 2 | 0 | 0 | 2 | 2  | 5  | -3 |

| 25 agosto 2002 | Cordignano | 2 – 1 | Tamai |  |

| 1º settembre 2002 | Tamai | 1 – 3 | Santa Lucia |  |

| 18 settembre 2002 | Santa Lucia | 2 – 0 | Cordignano |  |

#### Gruppo 9
| Squadra            | P.ti | G | V | N | P | GF | GS | DR |
| ------------------ | ---- | - | - | - | - | -- | -- | -- |
| 1. Itala San Marco | 6    | 2 | 2 | 0 | 0 | 5  | 2  | +3 |
| 2. Sevegliano      | 3    | 2 | 1 | 0 | 1 | 2  | 3  | -1 |
| 3. Monfalcone      | 0    | 2 | 0 | 0 | 2 | 1  | 3  | -2 |

| 25 agosto 2002 | Itala San Marco | 3 – 1 | Sevegliano |  |

| 1º settembre 2002 | Sevegliano | 1 – 0 | Monfalcone |  |

| 18 settembre 2002 | Monfalcone | 1 – 2 | Itala San Marco |  |

#### Gruppo 10
| Squadra                 | P.ti | G | V | N | P | GF | GS | DR |
| ----------------------- | ---- | - | - | - | - | -- | -- | -- |
| 1. Rovigo               | 3    | 2 | 1 | 0 | 1 | 5  | 2  | +3 |
| 2. Chioggia Sottomarina | 3    | 2 | 1 | 0 | 1 | 3  | 4  | -1 |
| 3. Città di Jesolo      | 3    | 2 | 1 | 0 | 1 | 2  | 4  | -2 |

| 25 agosto 2002 | Città di Jesolo | 2 – 1 | Rovigo |  |

| 1º settembre 2002 | Rovigo | 4 – 0 | Chioggia Sottomarina |  |

| 18 settembre 2002 | Chioggia Sottomarina | 3 – 0 | Città di Jesolo |  |

#### Gruppo 11
| Squadra           | P.ti | G | V | N | P | GF | GS | DR |
| ----------------- | ---- | - | - | - | - | -- | -- | -- |
| 1. Montecchio     | 6    | 2 | 2 | 0 | 0 | 3  | 1  | +2 |
| 2. Lonigo         | 3    | 2 | 1 | 0 | 1 | 4  | 4  | +0 |
| 3. Cologna Veneta | 0    | 2 | 0 | 0 | 2 | 2  | 4  | -2 |

| 25 agosto 2002 | Montecchio | 2 – 1 | Lonigo |  |

| 1º settembre 2002 | Lonigo | 3 – 2 | Cologna Veneta |  |

| 18 settembre 2002 | Cologna Veneta | 0 – 1 | Montecchio |  |

#### Gruppo 12
| Squadra              | P.ti | G | V | N | P | GF | GS | DR |
| -------------------- | ---- | - | - | - | - | -- | -- | -- |
| 1. Castel San Pietro | 6    | 2 | 2 | 0 | 0 | 5  | 3  | +2 |
| 2. Virtus Pavullese  | 3    | 2 | 1 | 0 | 1 | 5  | 4  | +1 |
| 3. Boca San Lazzaro  | 0    | 2 | 0 | 0 | 2 | 2  | 5  | -3 |

| 25 agosto 2002 | Virtus Pavullese | 3 – 1 | Boca San Lazzaro |  |

| 1º settembre 2002 | Boca San Lazzaro | 1 – 2 | Castel San Pietro |  |

| 18 settembre 2002 | Castel San Pietro | 3 – 2 | Virtus Pavullese |  |

#### Gruppo 13
| Squadra           | P.ti | G | V | N | P | GF | GS | DR |
| ----------------- | ---- | - | - | - | - | -- | -- | -- |
| 1. Ravenna        | 4    | 2 | 1 | 1 | 0 | 5  | 4  | +1 |
| 2. Massa Lombarda | 3    | 2 | 1 | 0 | 1 | 4  | 4  | +0 |
| 3. Russi          | 1    | 2 | 0 | 1 | 1 | 3  | 4  | -1 |

| 25 agosto 2002 | Russi | 2 – 2 | Ravenna |  |

| 1º settembre 2002 | Massa Lombarda | 2 – 1 | Russi |  |

| 18 settembre 2002 | Ravenna | 3 – 2 | Massa Lombarda |  |

#### Gruppo 14
| Squadra                 | P.ti | G | V | N | P | GF | GS | DR |
| ----------------------- | ---- | - | - | - | - | -- | -- | -- |
| 1. Bellaria Igea Marina | 4    | 2 | 1 | 1 | 0 | 3  | 2  | +1 |
| 2. Santarcangiolese     | 4    | 2 | 1 | 1 | 0 | 3  | 2  | +1 |
| 3. Faenza               | 0    | 2 | 0 | 0 | 2 | 0  | 2  | -2 |

| 25 agosto 2002 | Bellaria Igea Marina | 1 – 0 | Faenza |  |

| 1º settembre 2002 | Faenza | 0 – 1 | Santarcangiolese |  |

| 18 settembre 2002 | Santarcangiolese | 2 – 2 | Bellaria Igea Marina |  |

#### Gruppo 15
| Squadra      | P.ti | G | V | N | P | GF | GS | DR |
| ------------ | ---- | - | - | - | - | -- | -- | -- |
| 1. Versilia  | 4    | 2 | 1 | 1 | 0 | 3  | 1  | +2 |
| 2. Massese   | 2    | 2 | 0 | 2 | 0 | 2  | 2  | +0 |
| 3. Viareggio | 1    | 2 | 0 | 1 | 1 | 1  | 3  | -2 |

| 25 agosto 2002 | Viareggio | 1 – 1 | Massese |  |

| 1º settembre 2002 | Versilia | 2 – 0 | Viareggio |  |

| 18 settembre 2002 | Massese | 1 – 1 | Versilia |  |

#### Gruppo 16
| Squadra       | P.ti | G | V | N | P | GF | GS | DR |
| ------------- | ---- | - | - | - | - | -- | -- | -- |
| 1. Larcianese | 4    | 2 | 1 | 1 | 0 | 3  | 2  | +1 |
| 2. Fucecchio  | 4    | 2 | 1 | 1 | 0 | 3  | 2  | +1 |
| 3. Cerretese  | 0    | 2 | 0 | 0 | 2 | 0  | 2  | -2 |

| 25 agosto 2002 | Fucecchio | 1 – 0 | Cerretese |  |

| 1º settembre 2002 | Cerretese | 0 – 1 | Larcianese |  |

| 18 settembre 2002 | Larcianese | 2 – 2 | Fucecchio |  |

#### Gruppo 17
| Squadra              | P.ti | G | V | N | P | GF | GS | DR |
| -------------------- | ---- | - | - | - | - | -- | -- | -- |
| 1. Cappiano Romaiano | 6    | 2 | 2 | 0 | 0 | 2  | 0  | +2 |
| 2. Fortis Juventus   | 3    | 2 | 1 | 0 | 1 | 3  | 2  | +1 |
| 3. Rondinella        | 0    | 2 | 0 | 0 | 2 | 1  | 4  | -3 |

| 25 agosto 2002 | Fortis Juventus | 0 – 1 | Cappiano Romaiano |  |

| 1º settembre 2002 | Rondinella | 1 – 3 | Fortis Juventus |  |

| 18 settembre 2002 | Cappiano Romaiano | 1 – 0 | Rondinella |  |

#### Gruppo 18
| Squadra                     | P.ti | G | V | N | P | GF | GS | DR |
| --------------------------- | ---- | - | - | - | - | -- | -- | -- |
| 1. Truentina Castel di Lama | 6    | 2 | 2 | 0 | 0 | 5  | 1  | +4 |
| 2. Tolentino                | 3    | 2 | 1 | 0 | 1 | 2  | 3  | -1 |
| 3. Sangiustese              | 0    | 2 | 0 | 0 | 2 | 0  | 3  | -3 |

| 25 agosto 2002 | Sangiustese | 0 – 2 | Truentina Castel di Lama |  |

| 1º settembre 2002 | Tolentino | 1 – 0 | Sangiustese |  |

| 18 settembre 2002 | Truentina Castel di Lama | 3 – 1 | Tolentino |  |

#### Gruppo 19
| Squadra         | P.ti | G | V | N | P | GF | GS | DR |
| --------------- | ---- | - | - | - | - | -- | -- | -- |
| 1. Todi         | 4    | 2 | 1 | 1 | 0 | 1  | 0  | +1 |
| 2. Nuova Chiusi | 2    | 2 | 0 | 2 | 0 | 1  | 1  | +0 |
| 3. Orvietana    | 1    | 2 | 0 | 1 | 1 | 1  | 2  | -1 |

| 24 agosto 2002 | Nuova Chiusi | 0 – 0 | Todi |  |

| 1º settembre 2002 | Orvietana | 1 – 1 | Nuova Chiusi |  |

| 18 settembre 2002 | Todi | 1 – 0 | Orvietana |  |

#### Gruppo 20
| Squadra              | P.ti | G | V | N | P | GF | GS | DR |
| -------------------- | ---- | - | - | - | - | -- | -- | -- |
| 1. Sansepolcro       | 6    | 2 | 2 | 0 | 0 | 4  | 1  | +3 |
| 2. Umbertide Tiberis | 3    | 2 | 1 | 0 | 1 | 2  | 3  | -1 |
| 3. Angelana          | 0    | 2 | 0 | 0 | 2 | 0  | 2  | -2 |

| 25 agosto 2002 | Umbertide Tiberis | 1 – 0 | Angelana |  |

| 1º settembre 2002 | Angelana | 0 – 1 | Sansepolcro |  |

| 18 settembre 2002 | Sansepolcro | 3 – 1 | Umbertide Tiberis |  |

#### Gruppo 21
| Squadra         | P.ti | G | V | N | P | GF | GS | DR |
| --------------- | ---- | - | - | - | - | -- | -- | -- |
| 1. Guidonia     | 4    | 2 | 1 | 1 | 0 | 2  | 1  | +1 |
| 2. Monterotondo | 3    | 2 | 1 | 0 | 1 | 4  | 2  | +2 |
| 3. Rieti        | 1    | 2 | 0 | 1 | 1 | 0  | 3  | -3 |

| 25 agosto 2002 | Rieti | 0 – 0 | Guidonia |  |

| 1º settembre 2002 | Monterotondo | 3 – 0 | Rieti |  |

| 18 settembre 2002 | Guidonia | 2 – 1 | Monterotondo |  |

#### Gruppo 22
| Squadra            | P.ti | G | V | N | P | GF | GS | DR |
| ------------------ | ---- | - | - | - | - | -- | -- | -- |
| 1. Astrea          | 3    | 2 | 1 | 0 | 1 | 5  | 4  | +1 |
| 2. Albalonga       | 3    | 2 | 1 | 0 | 1 | 4  | 3  | +1 |
| 3. Cisco Collatino | 3    | 2 | 1 | 0 | 1 | 3  | 5  | -2 |

| 24 agosto 2002 | Cisco Collatino | 2 – 1 | Albalonga |  |

| 1º settembre 2002 | Albalonga | 3 – 1 | Astrea |  |

| 18 settembre 2002 | Astrea | 4 – 1 | Cisco Collatino |  |

#### Gruppo 23
| Squadra            | P.ti | G | V | N | P | GF | GS | DR |
| ------------------ | ---- | - | - | - | - | -- | -- | -- |
| 1. Calangianus     | 6    | 2 | 2 | 0 | 0 | 3  | 1  | +2 |
| 2. Villacidrese    | 3    | 2 | 1 | 0 | 1 | 2  | 2  | +0 |
| 3. Atletico Calcio | 0    | 2 | 0 | 0 | 2 | 2  | 4  | -2 |

| 25 agosto 2002 | Atletico Calcio | 1 – 2 | Villacidrese |  |

| 1º settembre 2002 | Calangianus | 2 – 1 | Atletico Calcio |  |

| 18 settembre 2002 | Villacidrese | 0 – 1 | Calangianus |  |

#### Gruppo 24
| Squadra          | P.ti | G | V | N | P | GF | GS | DR |
| ---------------- | ---- | - | - | - | - | -- | -- | -- |
| 1. Val di Sangro | 6    | 2 | 2 | 0 | 0 | 3  | 0  | +3 |
| 2. Pro Vasto     | 3    | 2 | 1 | 0 | 1 | 1  | 2  | -1 |
| 3. Termoli       | 0    | 2 | 0 | 0 | 2 | 0  | 2  | -2 |

| 25 agosto 2002 | Pro Vasto | 1 – 0 | Termoli |  |

| 1º settembre 2002 | Termoli | 0 – 1 | Val di Sangro |  |

| 18 settembre 2002 | Val di Sangro | 2 – 0 | Pro Vasto |  |

#### Gruppo 25
| Squadra      | P.ti | G | V | N | P | GF | GS | DR  |
| ------------ | ---- | - | - | - | - | -- | -- | --- |
| 1. Terracina | 6    | 2 | 2 | 0 | 0 | 3  | 0  | +3  |
| 2. Aprilia   | 3    | 2 | 1 | 0 | 1 | 9  | 1  | +8  |
| 3. Ferentino | 0    | 2 | 0 | 0 | 2 | 0  | 11 | -11 |

| 25 agosto 2002 | Ferentino | 0 – 2 | Terracina |  |

| 1º settembre 2002 | Aprilia | 9 – 0 | Ferentino |  |

| 18 settembre 2002 | Terracina | 1 – 0 | Aprilia |  |

#### Gruppo 26
| Squadra         | P.ti | G | V | N | P | GF | GS | DR |
| --------------- | ---- | - | - | - | - | -- | -- | -- |
| 1. Isernia      | 4    | 2 | 1 | 1 | 0 | 6  | 2  | +4 |
| 2. Anagni       | 3    | 2 | 1 | 0 | 1 | 2  | 5  | -3 |
| 3. Real Cassino | 1    | 2 | 0 | 1 | 1 | 1  | 2  | -1 |

| 25 agosto 2002 | Anagni | 1 – 0 | Real Cassino |  |

| 1º settembre 2002 | Real Cassino | 1 – 1 | Isernia |  |

| 18 settembre 2002 | Isernia | 5 – 1 | Anagni |  |

#### Gruppo 27
| Squadra           | P.ti | G | V | N | P | GF | GS | DR |
| ----------------- | ---- | - | - | - | - | -- | -- | -- |
| 1. Pomigliano     | 6    | 2 | 2 | 0 | 0 | 4  | 0  | +4 |
| 2. Paganese       | 1    | 2 | 0 | 1 | 1 | 1  | 2  | -1 |
| 3. Nuovo Terzigno | 1    | 2 | 0 | 1 | 1 | 1  | 4  | -3 |

| 25 agosto 2002 | Paganese | 0 – 1 | Pomigliano |  |

| 1º settembre 2002 | Nuovo Terzigno | 1 – 1 | Paganese |  |

| 18 settembre 2002 | Pomigliano | 3 – 0 | Nuovo Terzigno |  |

#### Gruppo 28
| Squadra           | P.ti | G | V | N | P | GF | GS | DR |
| ----------------- | ---- | - | - | - | - | -- | -- | -- |
| 1. Viribus Unitis | 3    | 2 | 1 | 0 | 1 | 4  | 1  | +3 |
| 2. Sangiuseppese  | 3    | 2 | 1 | 0 | 1 | 1  | 1  | +0 |
| 3. Ariano         | 3    | 2 | 1 | 0 | 1 | 1  | 4  | -3 |

| 25 agosto 2002 | Viribus Unitis | 4 – 0 | Ariano |  |

| 1º settembre 2002 | Ariano | 1 – 0 | Sangiuseppese |  |

| 18 settembre 2002 | Sangiuseppese | 1 – 0 | Viribus Unitis |  |

#### Gruppo 29
| Squadra                | P.ti | G | V | N | P | GF | GS | DR  |
| ---------------------- | ---- | - | - | - | - | -- | -- | --- |
| 1. Comprensorio Stabia | 6    | 2 | 2 | 0 | 0 | 6  | 0  | +6  |
| 2. Casertana           | 3    | 2 | 1 | 0 | 1 | 7  | 3  | +4  |
| 3. Angri               | 0    | 2 | 0 | 0 | 2 | 0  | 10 | -10 |

| 25 agosto 2002 | Casertana | 7 – 0 | Angri |  |

| 1º settembre 2002 | Angri | 0 – 3 | Comprensorio Stabia |  |

| 18 settembre 2002 | Comprensorio Stabia | 3 – 0 | Casertana |  |

#### Gruppo 30
| Squadra       | P.ti | G | V | N | P | GF | GS | DR |
| ------------- | ---- | - | - | - | - | -- | -- | -- |
| 1. Marcianise | 4    | 2 | 1 | 1 | 0 | 5  | 0  | +5 |
| 2. Cavese     | 3    | 2 | 1 | 0 | 1 | 2  | 6  | -4 |
| 3. Savoia     | 1    | 2 | 0 | 1 | 1 | 1  | 2  | -1 |

| 25 agosto 2002 | Cavese | 0 – 5 | Marcianise |  |

| 1º settembre 2002 | Savoia | 1 – 2 | Cavese |  |

| 18 settembre 2002 | Marcianise | 0 – 0 | Savoia |  |

#### Gruppo 31
| Squadra           | P.ti | G | V | N | P | GF | GS | DR |
| ----------------- | ---- | - | - | - | - | -- | -- | -- |
| 1. Boys Caivanese | 4    | 2 | 1 | 1 | 0 | 1  | 0  | +1 |
| 2. Sorrento       | 2    | 2 | 0 | 2 | 0 | 0  | 0  | +0 |
| 3. Pro Ebolitana  | 1    | 2 | 0 | 1 | 1 | 0  | 1  | -1 |

| 25 agosto 2002 | Pro Ebolitana | 0 – 0 | Sorrento |  |

| 1º settembre 2002 | Boys Caivanese | 1 – 0 | Pro Ebolitana |  |

| 18 settembre 2002 | Sorrento | 0 – 0 | Boys Caivanese |  |

#### Gruppo 32
| Squadra                  | P.ti | G | V | N | P | GF | GS | DR |
| ------------------------ | ---- | - | - | - | - | -- | -- | -- |
| 1. Rossanese             | 4    | 2 | 1 | 1 | 0 | 4  | 0  | +4 |
| 2. Castrovillari         | 2    | 2 | 0 | 2 | 0 | 1  | 1  | +0 |
| 3. Corigliano Schiavonea | 1    | 2 | 0 | 1 | 1 | 1  | 5  | -4 |

| 24 agosto 2002 | Castrovillari | 0 – 0 | Rossanese |  |

| 1º settembre 2002 | Corigliano Schiavonea | 1 – 1 | Castrovillari |  |

| 18 settembre 2002 | Rossanese | 4 – 0 | Corigliano Schiavonea |  |

#### Gruppo 33
| Squadra          | P.ti | G | V | N | P | GF | GS | DR |
| ---------------- | ---- | - | - | - | - | -- | -- | -- |
| 1. Vigor Lamezia | 4    | 2 | 1 | 1 | 0 | 3  | 1  | +2 |
| 2. Delianuova    | 4    | 2 | 1 | 1 | 0 | 2  | 1  | +1 |
| 3. Vibonese      | 0    | 2 | 0 | 0 | 2 | 0  | 3  | -3 |

| 25 agosto 2002 | Delianuova | 1 – 1 | Vigor Lamezia |  |

| 1º settembre 2002 | Vibonese | 0 – 1 | Delianuova |  |

| 18 settembre 2002 | Vigor Lamezia | 2 – 0 | Vibonese |  |

#### Gruppo 34
| Squadra       | P.ti | G | V | N | P | GF | GS | DR |
| ------------- | ---- | - | - | - | - | -- | -- | -- |
| 1. Trapani    | 4    | 2 | 1 | 1 | 0 | 7  | 2  | +5 |
| 2. Marsala    | 4    | 2 | 1 | 1 | 0 | 3  | 2  | +1 |
| 3. Pro Favara | 0    | 2 | 0 | 0 | 2 | 0  | 6  | -6 |

| 25 agosto 2002 | Trapani | 5 – 0 | Pro Favara |  |

| 1º settembre 2002 | Pro Favara | 0 – 1 | Marsala |  |

| 18 settembre 2002 | Marsala | 2 – 2 | Trapani |  |

### Trentaduesimi di finale
| Squadra 1                                | Totale | Squadra 2      | Andata | Ritorno        |
| ---------------------------------------- | ------ | -------------- | ------ | -------------- |
| andata (16.10.2002) ritorno (30.10.2002) |        |                |        |                |
| Imperia                                  | 0 - 4  | Vado           | 0 - 1  | 0 - 3          |
| Cuneo                                    | 1 - 4  | Ivrea          | 0 - 2  | 1 - 2          |
| Cossatese                                | 2 - 5  | Borgomanero    | 2 - 3  | 0 - 2          |
| Casale                                   | 4 - 2  | Voghera        | 3 - 0  | 1 - 2          |
| Bergamasca                               | 2 - 0  | Olginatese     | 0 - 0  | 2 - 0          |
| Pro Lissone                              | 0 - 3  | Seregno        | 0 - 1  | 0 - 2          |
| USO Calcio                               | 4 - 4  | Fiorenzuola    | 2 - 1  | 2 - 3          |
| Pergocrema                               | 6 - 2  | Sancolombano   | 5 - 1  | 1 - 1          |
| Castel San Pietro                        | 5 - 2  | Ravenna        | 2 - 2  | 3 - 0          |
| Itala San Marco                          | 3 - 2  | Sanvitese      | 2 - 2  | 1 - 0          |
| Santa Lucia                              | 1 - 1  | Pievigina      | 0 - 1  | 1 - 0(6-7 dcr) |
| Rovigo                                   | 3 - 2  | Bassano        | 2 - 1  | 1 - 1          |
| Montecchio                               | 2 - 3  | Poggese        | 2 - 1  | 0 - 2          |
| Bellaria Igea Marina                     | 2 - 8  | Mezzolara      | 1 - 3  | 1 - 5          |
| Real Montecchio                          | 3 - 5  | Monturanese    | 2 - 1  | 1 - 4          |
| Cappiano Romaiano                        | 3 - 1  | Larcianese     | 2 - 0  | 1 - 1          |
| Cascina                                  | 0 - 6  | Versilia       | 0 - 0  | 0 - 6          |
| Todi                                     | 3 - 4  | Cagliese       | 1 - 0  | 2 - 4          |
| Sansovino                                | 7 - 0  | Sansepolcro    | 4 - 0  | 3 - 0          |
| Truentina Castel di Lama                 | 4 - 2  | Morro d'Oro    | 3 - 0  | 1 - 2          |
| Manfredonia                              | 0 - 2  | Val di Sangro  | 0 - 1  | 0 - 1          |
| Marcianise                               | 0 - 1  | Isernia        | 0 - 0  | 0 - 1          |
| Guidonia                                 | 4 - 4  | Calangianus    | 3 - 2  | 1 - 2          |
| Terracina                                | 0 - 1  | Astrea         | 0 - 0  | 0 - 1          |
| Comprensorio Stabia                      | 2 - 4  | Viribus Unitis | 2 - 0  | 0 - 4          |
| ASC Potenza                              | 2 - 1  | FC Potenza     | 1 - 0  | 1 - 1          |
| Rutigliano                               | 3 - 1  | Nardò          | 2 - 0  | 1 - 1          |
| Manduria                                 | 2 - 1  | Matera         | 2 - 1  | 0 - 0          |
| Vigor Lamezia                            | 2 - 5  | Rossanese      | 2 - 1  | 0 - 4          |
| Vittoria                                 | 3 - 0  | Orlandina      | 1 - 0  | 2 - 0          |
| Siracusa                                 | 3 - 3  | Trapani        | 2 - 1  | 1 - 2(3-5 dcr) |
| Pomigliano                               | 1 - 3  | Boys Caivanese | 1 - 2  | 0 - 1          |

### Sedicesimi di finale
| Squadra 1                                | Totale | Squadra 2                | Andata | Ritorno        |
| ---------------------------------------- | ------ | ------------------------ | ------ | -------------- |
| andata (13.11.2002) ritorno (27.11.2002) |        |                          |        |                |
| Vado                                     | 2 - 3  | Casale                   | 1 - 2  | 1 - 1          |
| Borgomanero                              | 1 - 5  | Ivrea                    | 1 - 3  | 0 - 2          |
| Bergamasca                               | 2 - 7  | Pergocrema               | 0 - 3  | 2 - 4          |
| USO Calcio                               | 6 - 1  | Seregno                  | 6 - 0  | 0 - 1          |
| Pievigina                                | 3 - 1  | Itala San Marco          | 0 - 0  | 3 - 1          |
| Poggese                                  | 2 - 1  | Castel San Pietro        | 2 - 0  | 0 - 1          |
| Mezzolara                                | 5 - 1  | Rovigo                   | 3 - 1  | 2 - 0          |
| Cagliese                                 | 0 - 1  | Sansovino                | 0 - 0  | 0 - 1          |
| Versilia                                 | 5 - 2  | Cappiano Romaiano        | 2 - 2  | 3 - 0          |
| Monturanese                              | 2 - 2  | Truentina Castel di Lama | 1 - 1  | 1 - 1(4-5 dcr) |
| Isernia                                  | 4 - 3  | Val di Sangro            | 3 - 0  | 1 - 3          |
| Calangianus                              | 2 - 6  | Astrea                   | 0 - 2  | 2 - 4          |
| Viribus Unitis                           | 1 - 3  | Boys Caivanese           | 1 - 3  | 0 - 0          |
| Manduria                                 | 2 - 1  | Rutigliano               | 2 - 1  | 0 - 0          |
| Rossanese                                | 4 - 2  | ASC Potenza              | 1 - 1  | 3 - 1          |
| Trapani                                  | 3 - 5  | Vittoria                 | 3 - 2  | 0 - 3          |

### Ottavi di finale
| Squadra 1                                | Totale | Squadra 2                | Andata | Ritorno        |
| ---------------------------------------- | ------ | ------------------------ | ------ | -------------- |
| andata (11.12.2002) ritorno (15.01.2003) |        |                          |        |                |
| Ivrea                                    | 5 - 5  | Casale                   | 4 - 4  | 1 - 1          |
| Poggese                                  | 2 - 2  | USO Calcio               | 2 - 2  | 0 - 0          |
| Pergocrema                               | 1 - 4  | Pievigina                | 1 - 1  | 0 - 3          |
| Mezzolara                                | 4 - 1  | Versilia                 | 1 - 0  | 3 - 1          |
| Sansovino                                | 1 - 0  | Truentina Castel di Lama | 1 - 0  | 0 - 0          |
| Isernia                                  | 5 - 4  | Rossanese                | 5 - 1  | 0 - 3          |
| Boys Caivanese                           | 3 - 1  | Manduria                 | 3 - 0  | 0 - 1          |
| Vittoria                                 | 2 - 2  | Astrea                   | 0 - 2  | 2 - 0(3-5 dcr) |

### Quarti di finale
| Squadra 1                                | Totale | Squadra 2      | Andata | Ritorno |
| ---------------------------------------- | ------ | -------------- | ------ | ------- |
| andata (29.01.2003) ritorno (12.02.2003) |        |                |        |         |
| USO Calcio                               | 2 - 2  | Casale         | 1 - 0  | 1 - 2   |
| Pievigina                                | 1 - 2  | Mezzolara      | 1 - 1  | 0 - 1   |
| Isernia                                  | 3 - 0  | Boys Caivanese | 2 - 0  | 1 - 0   |
| Astrea                                   | 2 - 2  | Sansovino      | 2 - 1  | 0 - 1   |

### Semifinali
| Squadra 1                                | Totale | Squadra 2  | Andata | Ritorno |
| ---------------------------------------- | ------ | ---------- | ------ | ------- |
| andata (26.02.2003) ritorno (12.03.2003) |        |            |        |         |
| Mezzolara                                | 3 - 5  | USO Calcio | 1 - 1  | 2 - 4   |
| Sansovino                                | 4 - 3  | Isernia    | 4 - 2  | 0 - 1   |

### Finale
| Squadra 1  | Totale | Squadra 2 | Andata     | Ritorno    |
| ---------- | ------ | --------- | ---------- | ---------- |
|            |        |           | 10.04.2003 | 19.04.2003 |
| USO Calcio | 0 - 1  | Sansovino | 0 - 1      | 0 - 0      |

| Arbitro: | Musolino (Catania) |

| |            | |
| | Marcatori  | 40’ Rossi |
| Caglioni Donda Zauri Gusmini Dotti (60' Cavati) Gaverini (60' Carsana) Tardivo Faini Cucchi Tarallo Ferrari | Formazioni | Di Belardino Iozzia Pagliucoli Rossi Marmorini Morelli (90' Baciucco) Fatone Tognozzi Vespignani Luzi (80' Borgogni) Bongiorni (85' Trapassi) |
| Ciulli | Allenatori | Sarri |

| Arbitro: | Benedetti (Viterbo) |

| |            | |
| Di Belardino Iozzia Pagliucoli Rossi Marmorini (89' Baciucco) Morelli Fatone Tognozzi Vespignani Luzi (82' Borgogni) Bongiorni | Formazioni | Caglioni Rinaldi Crippa (81' Zauri) Gusmini Dotti Carsana Tardivo Faini Suardi (57' Cucchi) Tarallo Ferrari (75' Biava) |
| Sarri | Allenatori | Ciulli |